# Wie schön leuchtet der Morgenstern
Wie schön leuchtet der Morgenstern (Jak pięknie świeci poranna gwiazda) BWV 1 – kantata chorałowa Johanna Sebastiana Bacha. Skomponował ją w Lipsku na święto Zwiastowania. Została wykonana po raz pierwszy 25 marca 1725.

## Historia i tekst
Bach napisał kantatę w swoim drugim corocznym cyklu na święto Zwiastowania 25 marca. W Lipsku obchodzono je z udziałem muzyki, choć zazwyczaj przypada ono w okresie Wielkiego Postu, kiedy to miał miejsce tzw. czas zakazany (tempus clausum). Bach wykonał utwór po raz pierwszy w niedzielę 25 marca 1725,  która w tymże roku była jednocześnie Niedzielą Palmową. Kantata oparta jest na chorale Philippa Nicolai z 1599 roku, Wie schön leuchtet der Morgenstern, kojarzonym także ze świętem Objawienia Pańskiego (Trzech Króli), ale i ze Zwiastowaniem. Jest to ostatnia kantata chorałowa w drugim rocznym cyklu Bacha, który rozpoczął się w pierwszą niedzielę po święcie Trójcy Świętej 1724 roku.
Czytania liturgiczne na ten dzień to proroctwo Izajasza dotyczące narodzin Mesjasza (Iz 7:10-16) i fragment Ewangelii św. Łukasza, w którym archanioł Gabriel zwiastuje narodziny Jezusa (Łk 1:26-38). Nieznany autor tekstu kantaty pozostawił pierwszy i ostatni wers, a pozostałe strofy sparafrazował na recytatywy i arie, używając strofy 2. do pierwszego recytatywu, strofy 3. do pierwszej arii, strof 4. i 5. do drugiego recytatywu, a strofy 6. do drugiej arii. Chorał, opowiadający o oczekiwaniu na przybycie Zbawiciela, można powiązać ze zwiastowaniem jego narodzin Maryi. Motyw przybycia szczególnie pasował do Niedzieli Palmowej.
Kantata została wybrana przez stowarzyszenie Bach-Gesellschaft na początek pierwszej publikacji wszystkich dzieł Bacha w 1851 roku.

## Instrumentacja i struktura
Partytura kantaty zawiera bogate partie sopranowe, tenorowe i basowe, czteroczęściowy chór, dwa rogi, dwa oboje myśliwskie, dwoje pierwszych skrzypiec, altówkę i basso continuo. Później Bach używał dwóch rogów w części IV swego Oratorium Bożonarodzeniowego, odnosząc się do imienia Jezusa zwiastowanego Maryi.
1. Chór: Wie schön leuchtet der Morgenstern
2. Recitativo (tenor): Du wahrer Gottes und Marien Sohn
3. Aria (sopran, obój myśliwski): Erfüllet, ihr himmlischen göttlichen Flammen
4. Recitativo (bas): Ein irdscher Glanz, ein leiblich Licht
5. Aria (tenor, skrzypce): Unser Mund und Ton der Saiten
6. Chorał: Wie bin ich doch so herzlich froh

## Muzyka
Partytura zapewnia bogatą orkiestrację, blask gwiazdy porannej jest zilustrowany przez dwoje solowych skrzypiec. Instrumentacja przypomina kantatę „Sie werden aus Saba alle kommen” (BWV 65) skomponowaną na Trzech Króli. Cantus firmus w fantazji chorałowej chóru otwierającego jest śpiewany przez sopran. Pozostałe głosy wspierają melodię, czasem ją przygotowując. Partie wokalne osadzone są w niezależnym koncercie orkiestry.
Oba recytatywy wykonywane są w stylu secco (wł. sucho – w sposób ciągły i szybki, przy minimalnym akompaniamencie), z  melizmatem na słowach Freudenschein („radosna jasność”) i Erquickung („pokrzepienie”). Pierwsza aria łączy sopran z dźwiękami oboju da caccia w zakresie altowym. Dwoje skrzypiec towarzyszy tenorowi w drugiej arii, przypominając chór otwierający.
Chorał kończący jest upiększony przez niezależną partię drugiego rogu, podczas gdy inne instrumenty podwajają partie głosowe.

## Nagrania
- J.S. Bach: Cantatas BWV 1, BWV 19, Fritz Lehmann, Berliner Motettenchor, Berliner Philharmoniker, Gunthild Weber, Helmut Krebs, Hermann Schey, Decca 1952
- Les Grandes Cantates de J.S. Bach Vol. 1, Fritz Werner, Heinrich-Schütz-Chor Heilbronn, Pforzheim Chamber Orchestra, Maria Friesenhausen, Helmut Krebs, Barry McDaniel, Erato 1965
- Bach Cantatas Vol. 2 – Easter, Karl Richter, Münchener Bach-Chor, Münchener Bach-Orchester. Edith Mathis, Ernst Haefliger, Dietrich Fischer-Dieskau, Archiv Produktion 1968
- J.S. Bach: Das Kantatenwerk – Sacred Cantatas Vol. 1, Nikolaus Harnoncourt, Wiener Sängerknaben & Chorus Viennensis (Chorus Master: Hans Gillesberger), Concentus Musicus Wien, soloist of the Wiener Sängerknaben, Kurt Equiluz, Max van Egmond, Teldec 1970
- Die Bach Kantate Vol. 16, Helmuth Rilling, Gächinger Kantorei, Bach-Collegium Stuttgart, Inga Nielsen, Adalbert Kraus, Philippe Huttenlocher, Hänssler 1980
- Bach Made in Germany Vol. 4 – Cantatas II, Hans-Joachim Rotzsch, Thomanerchor, Neues Bachisches Collegium Musicum, Arleen Auger, Peter Schreier, Siegfried Lorenz, Eterna 1981
- Bach Cantatas Vol. 21: Cambridge/Walpole St Peter, John Eliot Gardiner, Monteverdi Choir, English Baroque Soloists, Malin Hartelius, James Gilchrist, Peter Harvey, Soli Deo Gloria 2000
- Bach Edition Vol. 18 – Cantatas Vol. 9, Pieter Jan Leusink, Holland Boys Choir, Netherlands Bach Collegium, Marjon Strijk, Knut Schoch, Bas Ramselaar, Brilliant Classics 2000
- J.S. Bach: Complete Cantatas Vol. 13, Ton Koopman, Amsterdam Baroque Orchestra & Choir, Deborah York, Paul Agnew, Klaus Mertens, Antoine Marchand 2000
- J.S. Bach: Cantatas Vol. 34 (Cantatas from Leipzig 1725), Masaaki Suzuki, Bach Collegium Japan, Carolyn Sampson, Gerd Türk, Peter Kooy, BIS 2005
- Bach: Cantates Marie de Nazareth, Eric J. Milnes, Montréal Baroque, Monika Mauch, Matthew White, Charles Daniels, Stephan MacLeod, ATMA Classique 2006
- J.S. Bach: Cantatas for the Complete Liturgical Year Vol. 6 (Sexagesima and Estomihi Sundays), Sigiswald Kuijken, La Petite Bande, Siri Thornhill, Petra Noskaiova, Marcus Ullmann, Jan van der Crabben, Accent 2007
- J.S. Bach: Kantate BWV 1 „Wie schön leuchtet der Morgenstern“, Rudolf Lutz, Vokalensemble der Schola Seconda Pratica, Schola Seconda Pratica, Eva Oltiványi, Makoto Sakurada, Manuel Walser, Gallus Media 2010